# Michael Lederer
Michael Lederer (Francoforte sul Meno, 26 giugno 1955) è un ex mezzofondista tedesco.

## Biografia
Stabilì il primato europeo di atletica leggera nella staffetta 4×1500 m con un tempo di 14'38"8 il 17 agosto 1977 a Colonia, Germania Ovest con Thomas Wessinghage, Harald Hudak e Karl Fleschen.